# Dobrzyniówka (powiat białostocki)
Dobrzyniówka – wieś w Polsce położona w województwie podlaskim, w powiecie białostockim, w gminie Zabłudów.
W latach 1954–1959 wieś należała i była siedzibą władz gromady Dobrzyniówka, po przeniesieniu siedziby gromady w gromadzie Rafałówka. W latach 1975–1998 miejscowość należała administracyjnie do województwa białostockiego.
Jest to wieś od której (22.10.1944) rozpoczęto realizację reformy rolnej w regionie białostockim.
Prawosławni mieszkańcy wsi należą do parafii Zaśnięcia Najświętszej Marii Panny w Zabłudowie, a wierni kościoła rzymskokatolickiego do parafii św. Apostołów Piotra i Pawła w Zabłudowie.
Wieś w 2011 roku zamieszkiwały 783 osoby.